# Финансово управление
Финансовото управление e държавен, корпоративен и персонален отрасъл на финансовата наука, чийто обект са управленските решения и финансовите техники, като се фокусира върху оценяването на тези техники. С други думи техническият подход анализира правилността при използването на конкретна техника, докато управленският подход анализила използваните техники и предлага нови решения.
Финансовото управление е подход, който извлича идеи от счетоводното управление и корпоративните финанси.